# Huperzia hippuridea
Huperzia hippuridea là một loài thực vật có mạch trong Họ Thạch tùng. Loài này được (Christ) Holub mô tả khoa học đầu tiên năm 1985.